# لاري دي. غيلبرتسون
لاري دي. غيلبرتسون هو سياسي أمريكي، ولد في 20 نوفمبر 1917، وتوفي في 11 يوليو 1986. نشط حزبياً في الحزب الجمهوري. وقد انتخب عضو جمعية ولاية ويسكونسن ‏.